# Motocross- und Offroadpark Dieskau
Der Motocross- und Offroadpark Dieskau ist eine Motocross-, Enduro- und Offroad-Motorsport-Rennstrecke in Dieskau etwa 5 Kilometer östlich von Halle (Saale) direkt an der B6 und wird vom Motorsportverein Dieskau betrieben.

## Geschichte
Der Motocross-Rundkurs wurde 1985 in einer alten Kiesgrube angelegt. Bereits Anfang der 1980er Jahre wurde die Kiesgrube von Motorsportinteressierten befahren. Eine Arbeitsgemeinschaft Motorsport in der damaligen Polytechnischen Oberschule Dieskau begann 1985 mit dem Bau der Motocross Strecke. Später wurde diese Arbeitsgemeinschaft an den MC Halle im Allgemeinen Deutschen Motorsport Verband (ADMV) angegliedert. Das erste Rennen fand am 7. Oktober 1989 statt. Einige Zeit später wurde der Betreiberverein Motosportverein Dieskau e. V. gegründet. Anfangs diente die Strecke meist Trainingszwecken und es wurden nur lokale Motocrossrennen gefahren. Ab Ende der 1990er Jahre wurde gesamte Areal um- und ausgebaut und neben der Motocross-Strecke wurde eine Enduro- und Kinderstrecke hergestellt. Auf dem Gelände, außerhalb der befahrbaren Strecken, befinden sich verschiedene Biotope sowie ein Teich. Ein Teil des Geländes wird zudem vom Verein der Dieskauer Bogenschützen e. V. genutzt.

## Streckenbeschreibung
Neben der 1,4 km langen Motocross-Strecke gibt es auch einen bis zu 5 km langen Enduro-Kurs auf dem Gelände. Zusätzlich ist eine "Kinder-Cross-Strecke" für die Jugendschulung vorhanden. Ein zusätzliches separates Off-Road-Gelände schafft Test-, Schulungs und Einsatzmöglichkeiten für Allrad-Fahrzeuge.

## Veranstaltungen
Im Laufe der Jahre werden neben lokalen Rennen und Geländewagen Trials unter anderem die Motocross Landesmeisterschaften Sachsen-Anhalt, die Läufe der Deutschen Jugendförderung Motorsport, die deutsche Meisterschaft Quad sowie des Endurocup Hessen-Thüringen ausgefahren. Ebenfalls nutzen verschiedene Geländewagenhersteller, wie bspw. Jeep und Nissan oder der Dunlop Drivers Cup das Gelände für Tests, Marketing- und Wettbewerbsveranstaltungen.
International bekannt wurde die Strecke ab Anfang der 2000er Jahre als regelmäßiger Austragungsort der Mannschaftswettbewerbe der Welt- und Europameisterschaft im „Classics – Motocross“ der European Classic Motocross Organization (ECMO) und der Motocross Europameisterschaft der Classic European Motocross Association (CEMAR).